# Michael Mack

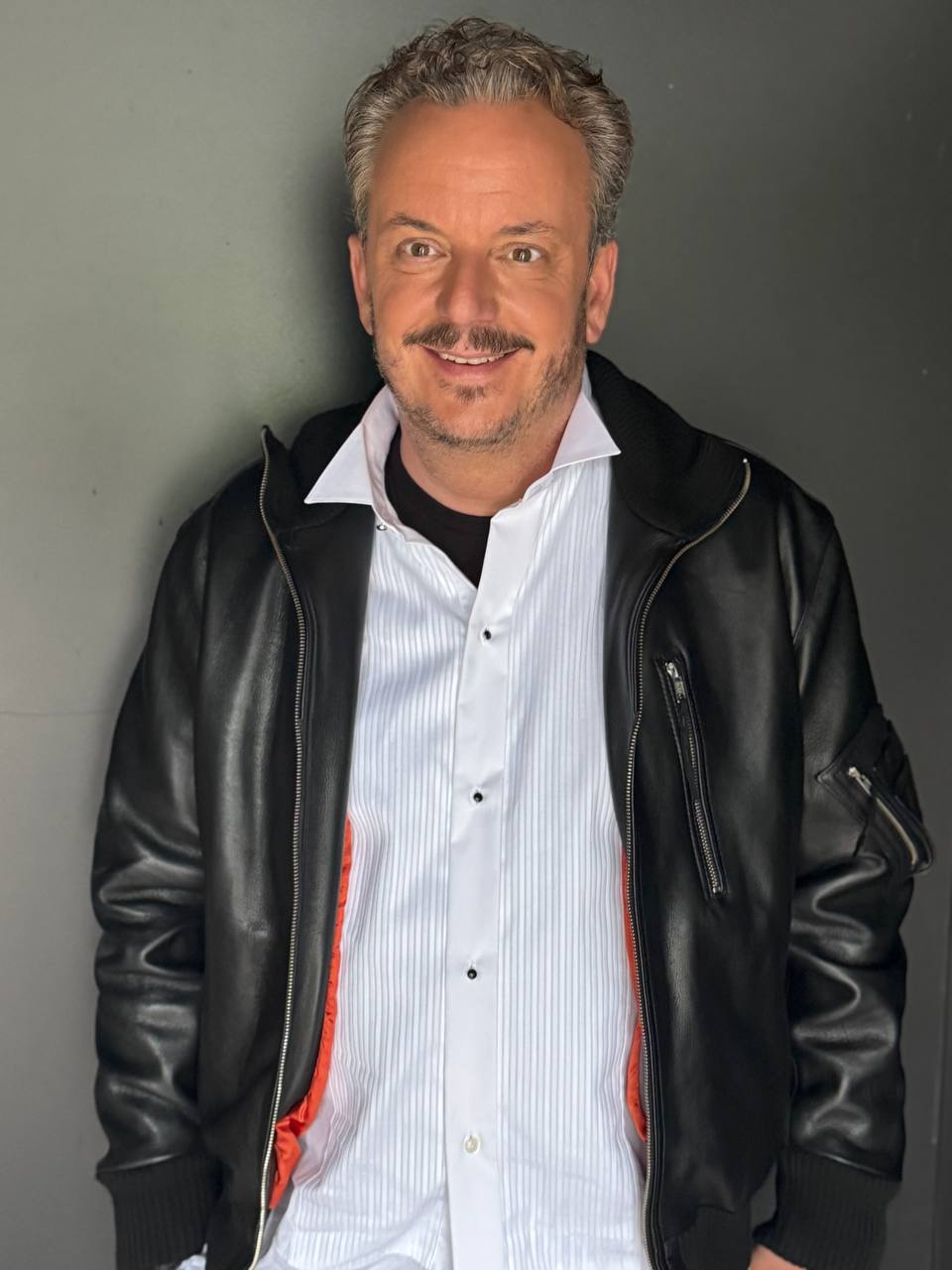
Porträt von Michael Mack

Michael Mack (* 21. Dezember 1978 in Freiburg im Breisgau) ist ein deutscher Unternehmer, Filmproduzent und Geschäftsführer des Europa-Parks in Rust und CEO der MACK One.

## Leben
Michael Mack wurde als erster Sohn von Roland und Marianne Mack geboren. Er hat zwei jüngere Geschwister, Thomas und Ann-Kathrin. Mack wuchs in Rust auf und besuchte dort die Grundschule. Nach dem Abitur und abgeleistetem Wehrdienst absolvierte Mack den trinationalen Studiengang International Business Management in Basel, Lörrach und Colmar. 2005 schloss er das Wirtschaftsstudium ab.
2018 wurde Mack zum Honorarkonsul für Frankreich der Regierungsbezirke Freiburg im Breisgau und Tübingen ernannt.
Mack ist verheiratet und hat mit seiner Frau, der Honorarkonsulin Kroatiens Miriam Mack, zwei Söhne. Er ist Teil der Mack-Familie, die den Europa-Park betreibt.

## Laufbahn

### Europa-Park
2005 wurde Mack Assistent der Geschäftsführung bei Mack Rides, 2007 erfolgte die Ernennung zum Prokuristen und Geschäftsführer der Bereiche Vertrieb und Marketing. Im selben Jahr übernahm Mack im Europa-Park Aufgaben im operativen Management. Ab diesem Zeitpunkt war er für die strategische Geschäftsentwicklung sowie Neubaumaßnahmen verantwortlich und leitete die Bauabteilung in dem Freizeitpark.
2015 verantwortete Mack mit seinem Bruder Thomas in Zusammenarbeit mit Samsung das erste Virtual-Reality-Projekt im Europa-Park und installierte VR-Technologie auf einer Achterbahn, wofür er sich am Start-up VR Coaster beteiligte.
2016 wurden Mack und sein Bruder Thomas von ihrem Vater zu Geschäftsführern des Europa-Parks ernannt. Mack übernahm das Baumanagement, den Parkbetrieb, Marketing sowie die Designabteilung Mack Solutions.

### Filmproduktion
2002 gründete Mack die Produktionsfirma Mack Media, die seitdem multimediale Inhalte produziert. 2017 fungierte Mack als Co-Produzent für den Animationsfilm „Happy Family“, der in der ersten Erscheinungswoche den vierten Platz der Kinocharts erreichte. Für die Produktion des Films erwarb er das Animationsstudio Ambient Entertainment. Außerdem war Mack unter anderem als Produzent bei der Komödie „Takeover – Voll Vertauscht“ von 2020 tätig.
Weiterhin produzierte Mack die TV-Serie „Dino Mates“, welche 2025 auf KiKA ausgestrahlt wird. Die Serie basiert auf der Bilderbuchreihe „Dinosaurier in Omas Garten“ und entstand in Zusammenarbeit mit KiKA und den spanischen B-Water Animation Studios.

## Öffentliche Wahrnehmung und Kontroversen
2018 stellte Mack gemeinsam mit seinem Vater Roland Mack Baden-Württembergs Ministerpräsident Winfried Kretschmann und Frankreichs Präsident Emmanuel Macron den Plan einer sechs Kilometer langen Seilbahn von Rust ins elsässische Diebolsheim vor. Während Macron und deutsche Politiker zustimmten, stieß das Vorhaben bei Umweltschützern auf Widerstand, da es das Naturschutzgebiet Taubergießen beeinträchtigen könnte. Aufgrund dieses Widerstands setzte die Europa-Park-Geschäftsführung die Seilbahnpläne kurz danach aus.
Zu Beginn der COVID-19-Pandemie kritisierte Mack in einem Kommentar bei X mit der Überschrift „Ein Virus namens Hysterie“ das Krisenmanagement der Politik. 2022 teilte Mack einen Link zu dem im politisch rechten Spektrum ansässigen Blog „Achse des Guten“, in der die Corona-Politik und Klimaschutzmaßnahmen der Bundesregierung kritisiert wurden. Nach Kritik von Fans des Fußballvereins Sport-Club Freiburg, dessen Sponsor der Freizeitpark ist, löschte Mack den Tweet drei Tage nach Veröffentlichung und entschuldigte sich auf Twitter.

## Filmografie (Auswahl)

### Produzent
- 2011: Das Geheimnis von Schloss Balthasar (Kurzfilm)
- 2015: Das Zeitkarussell (Kurzfilm)
- 2017: Happy Family (Animationsfilm)
- 2017: Europa-Park: Project V. Flying Theater (Kurzfilm)
- 2018: Nachts im Park 4D (Kurzfilm)
- 2018: Kids Choice Awards: Deutschland, Österreich, Schweiz 2018
- 2018: Miss Germany – Das Finale 2018
- 2018: Andrea Berg – Mosaik (Musikvideo)
- 2019: Kids Choice Awards: Deutschland, Österreich, Schweiz 2019
- 2019: Miss Germany – Das Finale 2019
- 2020: Takeover – Voll Vertauscht
- 2023: Voltron (Kurzfilm)
- 2025: Dino Mates (Fernsehserie)
- 2025: Grand Prix of Europe

### Regie
- Seit 2014: Europa-Park TV (Fernsehserie)

## Auszeichnungen
- 2018: Ernennung zum Honorarkonsul für Frankreich in den Regierungsbezirken Freiburg und Tübingen durch den französischen Staatspräsidenten Emmanuel Macron[7][8]
- 2020: „Hotelier des Jahres“ durch die Allgemeine Hotel- und Gastronomie-Zeitung (AHGZ)[31][9]
- 2025: Orden der französischen Ehrenlegion, verliehen durch Emmanuel Macron für das Engagement für die deutsch-französische Freundschaft, insbesondere im Bereich Kultur und Sport[32]